# Танат-Узынколь
Танат-Узынколь (каз. Танат Ұзынкөл) — озеро в Жамбылском районе Северо-Казахстанской области Казахстана. Находится в 5 км к северу от села Май-Балык.
По данным топографической съёмки 1940-х годов, площадь поверхности озера составляет 1,49 км². Наибольшая длина озера — 2,6 км, наибольшая ширина — 0,9 км. Длина береговой линии составляет 5,8 км, развитие береговой линии — 1,33. Озеро расположено на высоте 152,7 м над уровнем моря.